# Gerichtsbezirk Katharinaberg
Der Gerichtsbezirk Katharinaberg (tschechisch: soudní okres Hora Svaté Kateřiny) war ein dem Bezirksgericht Katharinaberg unterstehender Gerichtsbezirk im Kronland Böhmen. Er umfasste Gebiete im westlichen Teil Nordböhmens. Zentrum und Gerichtssitz des Gerichtsbezirks war die Stadt Katharinaberg (Hora Svaté Kateřiny). Das Gebiet gehörte seit 1918 zur neu gegründeten Tschechoslowakei und ist seit 1991 Teil der Tschechischen Republik.

## Geschichte
Die ursprüngliche Patrimonialgerichtsbarkeit wurde im Kaisertum Österreich nach den Revolutionsjahren 1848/49 aufgehoben. An ihre Stelle traten die Bezirks-, Landes- und Oberlandesgerichte, die nach den Grundzüge des Justizministers geplant und deren Schaffung am 6. Juli 1849 von Kaiser Franz Joseph I. genehmigt wurde. Der Gerichtsbezirk Katharinaberg (1849: „Katharinenberg“) gehörte zunächst zum Kreis Saaz und umfasste 1854 die sieben Katastralgemeinden Brandau, Gebirgsneudorf, Katharinaberg, Kleinhan, Ladung, Nickelsdorf und Rudelsdorf. Der Gerichtsbezirk Katharinaberg bildete im Zuge der Trennung der politischen von der judikativen Verwaltung ab 1868 gemeinsam mit dem Gerichtsbezirk Brüx (Most) den Bezirk Brüx.
Zu den beiden Gerichtsbezirken des Bezirks Brüx kam 1905 noch der Gerichtsbezirk Oberleutensdorf hinzu, der aus Gemeinden der Gerichtsbezirke Brüx und Dux gebildet wurde.
Im Gerichtsbezirk Katharinaberg lebten 1869 5.010 Menschen.
1900 waren es 5.923 Personen.
Der Gerichtsbezirk Katharinaberg wies 1910 eine Bevölkerung von 6.995 Personen auf, von denen 6.555 Deutsch und 15 Tschechisch als Umgangssprache angaben. Im Gerichtsbezirk lebten zudem 425 Anderssprachige oder Staatsfremde.
Durch die Grenzbestimmungen des am 10. September 1919 abgeschlossenen Vertrages von Saint-Germain kam der Gerichtsbezirk Katharinaberg vollständig zur neugegründeten Tschechoslowakei, wobei die Gerichtseinteilung bis 1938 im Wesentlichen bestehen blieb. Nach dem Münchner Abkommen wurde das Gebiet dem Landkreis Brüx zugeschlagen.
Nach dem Zweiten Weltkrieg gehörte das Gebiet zum Okres Most, dessen Behörden jedoch im Zuge einer Verwaltungsreform 2003 ihre Verwaltungskompetenzen verloren. Diese werden seitdem von den Gemeinden bzw. dem Ústecký kraj, zudem das Gebiet um Katharinaberg seit Beginn des 21. Jahrhunderts gehört, wahrgenommen.

## Gerichtssprengel
Der Gerichtssprengel umfasste 1910 die vier Gemeinden Brandau (Brandov), Gebirgsneudorf (Nová Ves v Horách), Katharinaberg (Hora Svaté Kateřiny) und Rudelsdorf (Rudolice).